# Eugène Pelletan

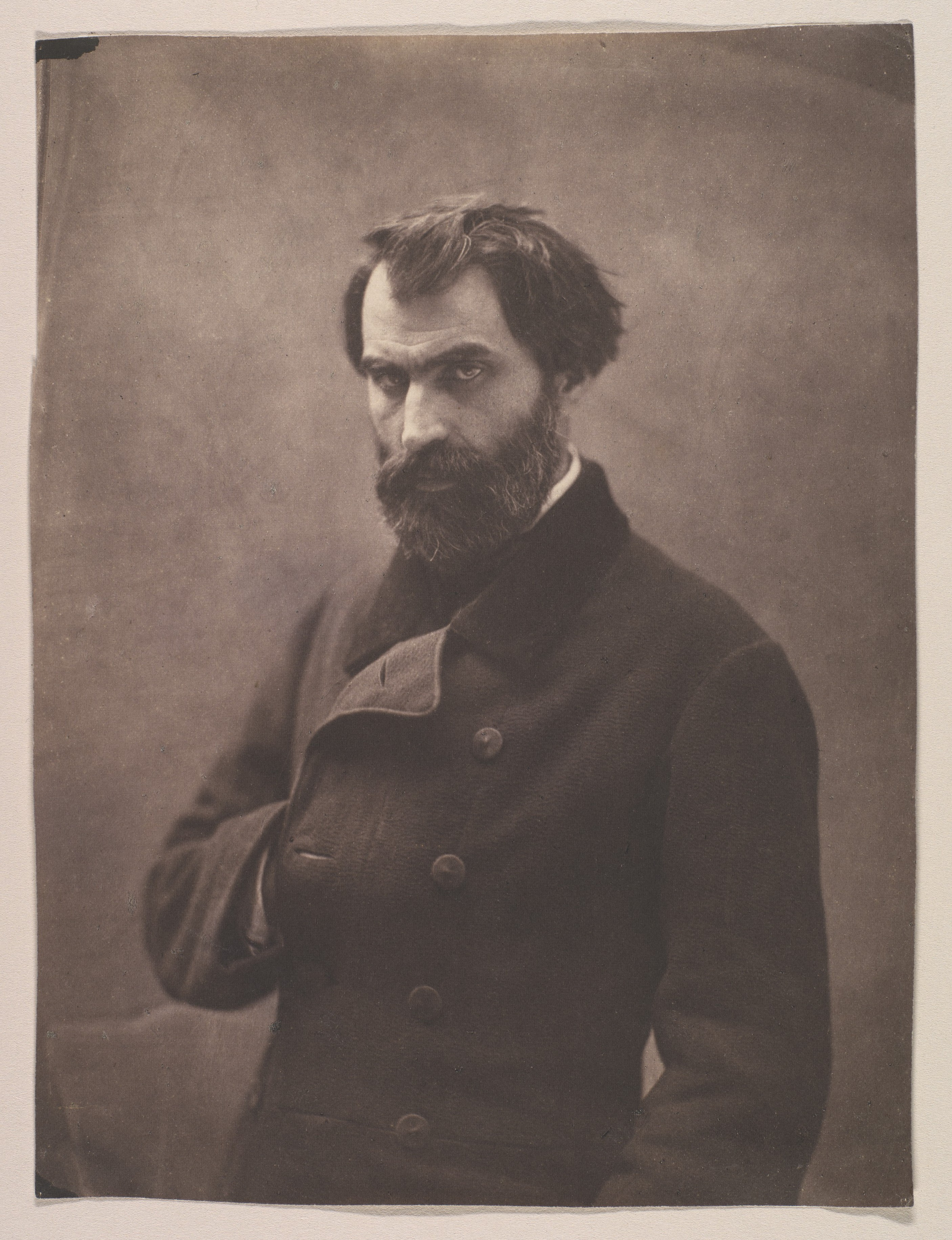
Eugène Pelletan.

Pierre Clément Eugène Pelletan, född den 29 oktober 1813 i Saint-Palais-sur-Mer, död den 13 december 1884 i Paris, var en fransk skriftställare och politiker.
Pelletan började 1837 i Paris sin publicistbana, som han fullföljde i olika tidningar och tidskrifter, alltid i frisinnad riktning, samt vann anseende genom sin av kotterianda oberoende kritik och polemik. Han invaldes i december 1863 i lagstiftande kåren och gjorde sig på den demokratiska oppositionens bänk bemärkt för sina av en viss poetisk flykt uppburna tal. Pelletan uppsatte 1868 veckobladet Tribune, bekämpade sedermera ministären Ollivier och blev 4 september 1870 medlem av nationalförsvarsregeringen. Under Paris belägring tog Pelletan huvudsakligen befattning med ambulanserna. Han blev 1871 departementet Bouches-du-Rhônes representant i nationalförsamlingen, understödde där Thiers politik, invaldes 1876 av samma departement i senaten och blev dennas vicepresident 1879, i vilken egenskap han utövade rätt betydligt inflytande. Bland Pellerans skrifter bör nämnas Profession de fot du XlX:me siècle (1853; flera upplagor), i vilket arbete han med hänförelse förkunnar sin tids framstegs- och fritänkaridéer, Heures de travail (2 samlingar, 1854 och 1870), Les droits de l'homme (1858), Les rois philosophes (samma år; 2:a upplagan 1867), La tragédie italienne (1862), La comédie italienne (1863), tidsmålningen La nouvelle Babylone (samma år), La Camille (1865; svensk översättning "Qvinnan i samhället och familjen under olika tidehvarf", 1869), vilken skrift för kvinnofrigörelsens talan genom att vädja till känslan, Élisée, voyage d'un homme à la recherche de lui-mème (1877) och Dieu est-il mort? (1883). Pelletans staty (av Aubé) restes i Royan 1892.